# Genyorchis sanfordii
Genyorchis sanfordii är en orkidéart som beskrevs av Dariusz Lucjan Szlachetko och Tomasz Sebastian Olszewski. Genyorchis sanfordii ingår i släktet Genyorchis och familjen orkidéer. Inga underarter finns listade i Catalogue of Life.